# Hemerofília

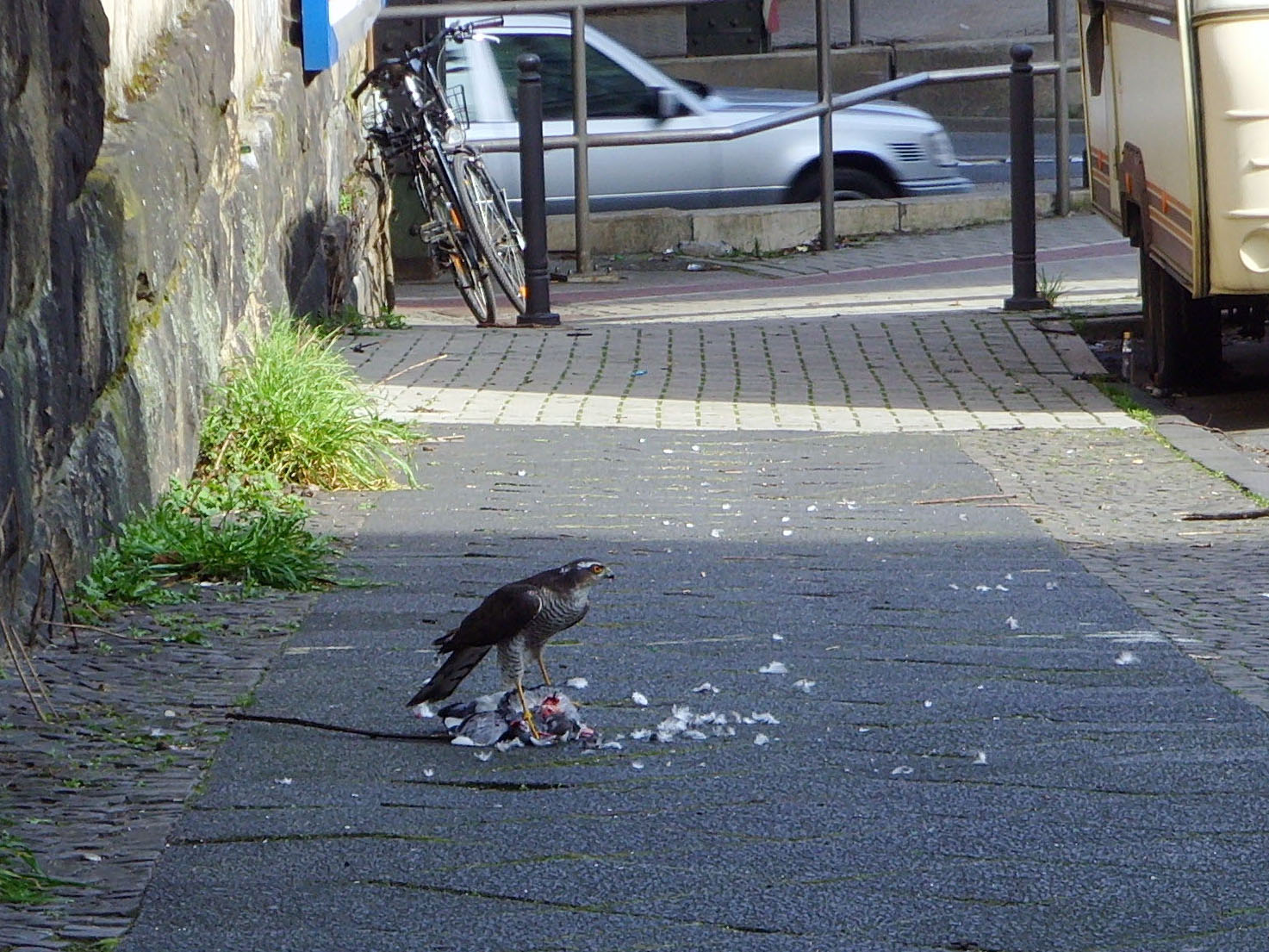
Femella d'esparver amb la seva presa, al centre de Bochum

Els animals o plantes hemeròfils (del grec hemeros, 'culte'; i filos, 'amic') són organismes que treuen profit dels canvis provocats pels éssers humans en el seu entorn. Per aquesta raó, sovint se'ls troba en entorns habitats per humans, en adaptar-se als canvis que els humans van provocar sobre l'ambient, i sovint es diu que «segueixen els éssers humans». Algunes espècies que viuen molt a prop dels humans, i que els han seguit als seus voltants immediats són anomenats sinantrops.

## Fauna
Els successors clàssics de la cultura, que es van beneficiar de les extenses activitats de neteja dels humans durant l'Edat Mitjana i les formes de vegetació resultants (estepa cultural), inclouen espècies com la llebre, el ratolí de camp, el senglar la marta, Os rentador, espècies que ara estan de nou amenaçades i l'hàbitat de les quals ha estat restringit per una agricultura més intensiva, p. B. eriçó, hàmster, perdiu, guatlla, alosa i pavona. així com espècies els hàbitats de les quals quedaren limitats per la industrialització de l'agricultura, com ara l'hàmster, la perdiu xerra, la guatlla, l'alosa vulgar o la fredeluga. Un hemeròfil recent és la merla negra, que fins al segle xix era un ocell poruc de bosc i que va adaptar-se a la vida urbana